# Dominika Jana Bohušová
Dominika Jana Růžena Bohušová (* 21. prosince 1954 Frýdek-Místek) je česká zasvěcená panna, a zároveň členka III. dominikánského řádu organizačně činná na pražském arcibiskupství, mj. se věnuje také literatuře.

## Život

### Dětství a rodina
Narodila se do rodiny Ing. Ericha Aloise Bohuše a Marie Josefy Voborníkové jako třetí dítě se staršími sourozenci Marií a Janem. Bratr a sestra jsou o 7 a 9 let starší. Měli ještě jednoho sourozence Ericha, který zemřel krátce po narození, protože nebyla dostupná antibiotika. Dědeček z matčiny strany Josef Voborník byl plukovník československé armády. Sestřenicí z matčiny strany je pak zpěvačka Miluše Voborníková. Její maminka studovala Pedagogickou fakultu, a ona byla velmi zvídavé dítě, a takže ve 4 či 5 letech „studovala“ s ní. Její maminka pak pracovala jako učitelka českého jazyka a dějepisu. Tatínek byl povoláním strojař. Později se učila hrát na klavír, věnovala se zájmům výtvarným i sportu. Ve Frýdku-Místku také absolvovala základní (1961–1970) a středoškolské vzdělání, které ukončila maturitou na Gymnaziu Petra Bezruče v roce 1974.

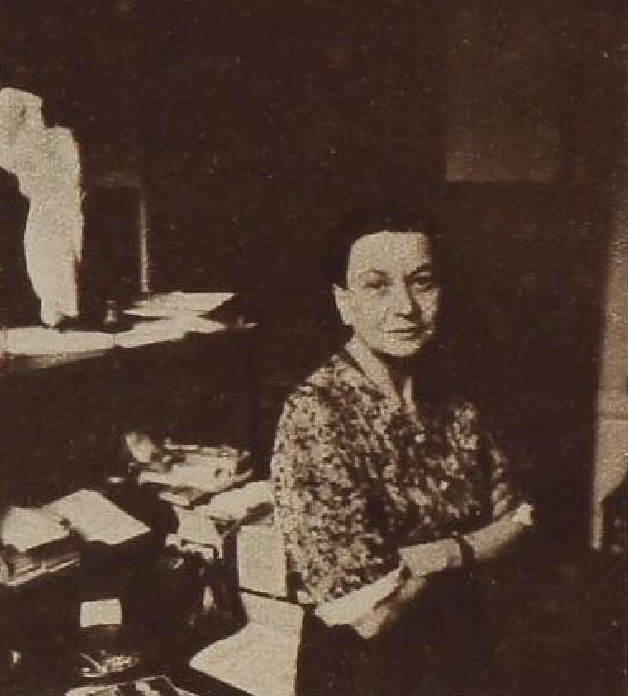
Profesorka Dr. Růžena Vacková v roce 1947

V roce 1968, když jí bylo 14 let, rodiče ji vzali na velkou pouť do polské Čenstochové, která se tam koná každého 15. srpna, kdy je slavnost Nanebevzetí Panny Marie. Při mši svaté se otočila k Panně Marii a prožila mystický zážitek. Do té doby nikdy nechodila do kostela. Na její konverzi ke katolictví a formaci pro řeholní život měli zásadní vliv dominikán otec Jiljí a historička umění Růžena Vacková, která ji přivedla také k umění. Na podzim 1977 přijala svátost biřmování a její kmotrou se stala Růžena Vacková. Vybrala si biřmovací jméno Růžena podle své kmotry a za patronku si zvolila sv. Růženu z Limy. Svátost biřmování přijala v katedrále sv. Víta z rukou kardinála Tomáška. Mělo to však také negativní dopad, protože kvůli její radosti z biřmování, kterou sdílela s ostatními studenty, jí napříště zamítli kolej. Nahlásila ji totiž spolužačka. Seznámila se také s kněžími Otou Mádrem a Josefem Zvěřinou. V dubnu 1984 začala navštěvovat kontemplativní sestry svatého Dominika na Moravci, kam ji nasměroval dominikán Bernard Špaček. Jednalo se však o nebezpečnou činnost sledovanou státními orgány. Rozhodla se pro řeholní život v době, kdy nebylo možné vstoupit do kláštera přímo. Docházela tedy do dominikánského společenství ve Frýdku-Místku, kde v roce 1984 přijala řeholní jméno Dominika.

### Studium
Po studiu gymnázia se nedostala na lékařskou fakultu, takže v období 1974–1975 absolvovala zimní semestr Hutní fakulty VŠ Báňské v Ostravě. Bavila ji matematika a deskriptiva. V letním semestru byla přijata do nultého ročníku Fakulty dětského lékařství UK Praha a pracovala ve Fakultní nemocnici Pod Petřínem.
| „ | Nikdy jsem neměla rozpor mezi medicínou a vírou, naopak v dynamice života to byla krásná spolupráce... | “ |
|   | |   |

V roce 1975 byla přijata na fakultu dětského lékařství – FDL UK Praha k řádnému studiu, které ukončila promocí 8. července 1981. Lékařskou praxi nastoupila 1. září 1981 ve Frýdku-Místku na dětském oddělení (nemocnice s poliklinikou) atestaci I. stupně z pediatrie absolvovala 31. března 1984 v Ostravě. V té době pracovala na dětském středisku jako ambulantní pediatr v Šenově, okres Frýdek-Místek. Atestaci II. stupně z pediatrie složila 25. března 1988 v Praze a pracovala jako dětský lékař neonatologického úseku gyn. por. odd. NsP Frýdek-Místek s pracovním zařazením okresního neonatologa do 28. června 1991.

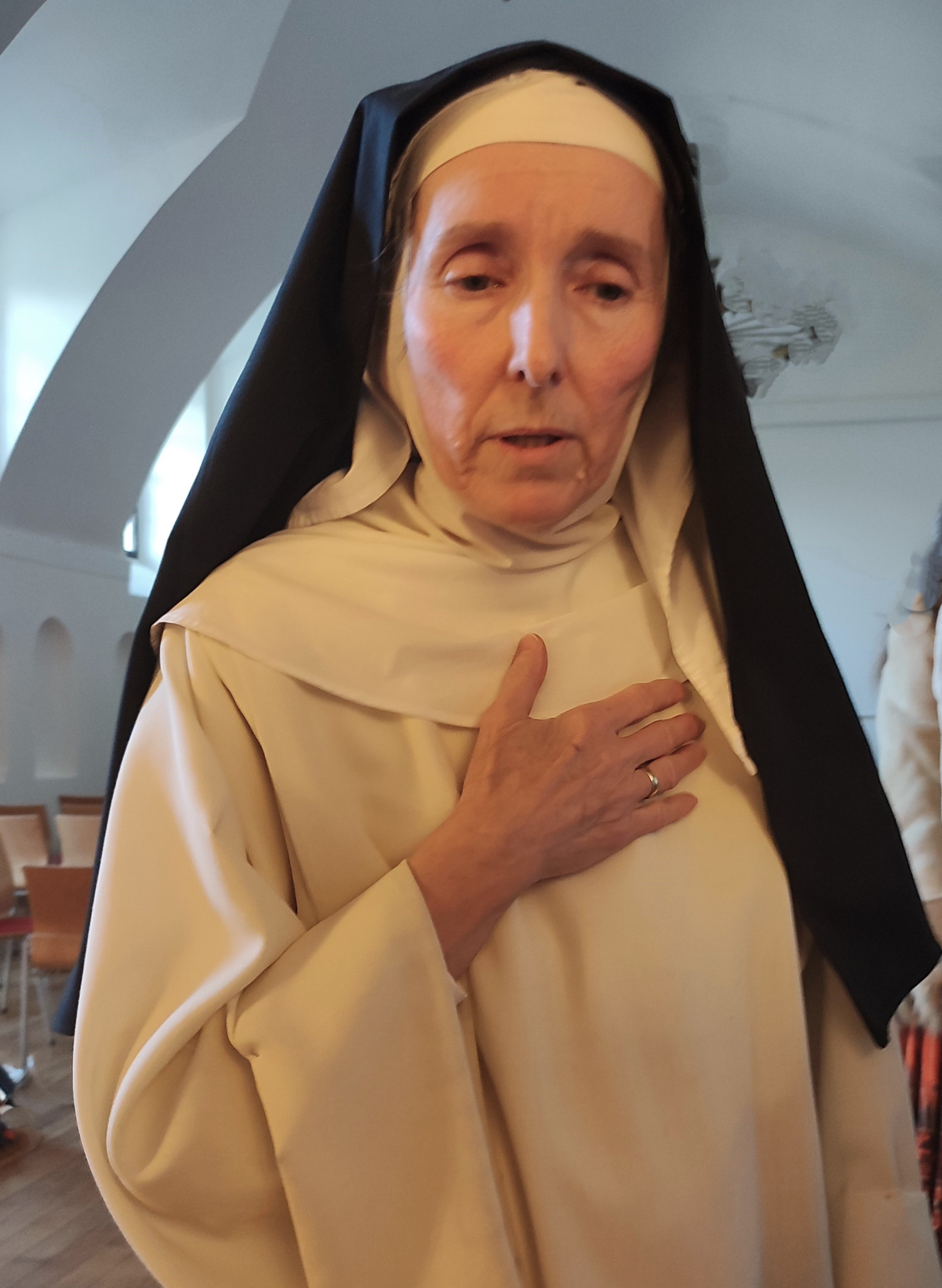
Sestra Dominika 25. dubna 2024

### Zasvěcený život
V roce 1988 tajně složila doživotní sliby ve III. řádu sv. Dominika. 19. března 1989 na Moravci byla tajně přijata do noviciátu mnišek dominikánek. Od 1. srpna 1991 do 31. října 1991 byla ve formaci v noviciátě kláštera mnišek dominikánek ve Św. Anně u Częstochowé v Polsku a v irské Droghedě. 21. prosince 1991 složila časné sliby v Řeholním institutu rozjímavých sester sv. Dominika v Praze. Doživotní sliby v tomto ani žádném jiném řeholním společenství však nesložila. V letech 1991–1997 žila v klášteře sester dominikánek v Praze u sv. Vojtěcha, kde hrála na varhany, a v Lysolajích. V letech 1997–1998 v klášteře sester dominikánek ve Znojmě. Před složením doživotních slibů však toto společenství opustila. V letech 1998–2010 pracovala na biskupství v Hradci Králové asistentkou biskupa královéhradeckého Dominika Duky. Zde také 8. prosince 1998 složila slib Zasvěcených panen v Hradci Králové v katedrále Svatého Ducha. Od roku 2010 se stala asistentkou arcibiskupa pražského Dominika kardinála Duky OP v Praze. Zde pokračovala ve své spolupráci i se školami.
V roce 2011 nějaký čas pečovala o nemocného bývalého prezidenta pana Václava Havla. Vnímala, že se stal prezidentem, když byla svatořečena Anežka Česká, a že zemřel v roce 800. výročí umrtí sv. Anežky. Těžištěm jejího života je modlitba a oběť pro spásu duší, svaté kázání v duchu Contemplata aliis tradere s heslem In Spiritu Veritatis.

## Dílo
Soustředila se na literární práci, básně a esejistiku. Uplatnila své hudební a výtvarné nadání v rozličných formách. Rozjímání křížové cesty vydala tiskem společně s grafikou Jany Bergerové v roce 2011. Je činná mj. také ve Spolku Via Sancta Mariana.
Stala se také iniciátorkou Modlitba za národ, která se koná ve Svatováclavské kapli katedrály sv. Víta v Praze každého 28. dne v měsíci. Toto pravidelné duchovní setkání iniciovala v roce 2013, a od té doby jej vedla. Z akce, která původně spojovala pouze úzký okruh věřících, se postupně stala ojedinělá událost, která propojuje všechny, kterým záleží na osudu České země.
Knižně vydala:
- Křížová cesta. Meditace na Křížovou cestu.  Předmluva Dominik Duka. Praha: Krystal, 2011. ISBN 9788087183274.